# Data steward
Data steward  (с англ. — «Распорядитель данных, дата-стюард») — это специалист по надзору или по управлению данными в организации, который отвечает за обеспечение качества и соответствия объектов данных их назначению.
Целью работы распорядителя данных является управление качеством данных. Это включает в себя документирование метаинформации о данных, включая метаданные физических активов данных, подготовка описаний наборов данных, определение обязанностей владельцев и хранителей данных, управление взаимосвязями объектов, формирование описаний объектов в бизнес-глоссарии, документирование правил обработки и хранения данных.
Распорядители данных начинают процесс управления с каталогизации источников данных и их компонентов, каталогизации витрин данных и процессов преобразования данных. Для достижения этой цели применяется специализированный класс программного обеспечения - Каталог данных.
Роли по управлению данными необходимы организациям деятельность которых зависит от качества и своевременности обработки данных. Распорядитель данных является сотрудником департамента по работе с данными или Data Office. Обычно, высшую должность в этом департаменте занимает Директор по данным.
Некоторые поставщики средств управления метаданными, например Alationen:Alation выдвигают на передний план дата-стюарда в качестве единой точки входа для сотрудников организации использующих корпоративные данные при принятии управленческих решений.

## Должностные обязанности распорядителя данных
Распорядитель данных гарантирует, что каждый объект данных:
- Имеет четкое и однозначное определение элемента данных
- Не конфликтует с другими объектами данных в каталоге данных (дубликаты, синонимы)
- Имеет четкие определения перечисляемых значений, если они относятся к типу Code
- Имеет статус жизненного цикла, например активный либо архивный объект
- Используется в соответствии со своим назначением
- Имеет соответствующую документацию по правильному использованию
- Обладает записью о происхождении и его трансформация
- Защищен от несанкционированного доступа или изменения

Обязанности распорядителей данных различаются в разных организациях и учреждениях. Например, в Делфтском техническом университете распорядители данных считаются первым контактным лицом по любым вопросам, связанным с исследовательскими данными, каждый факультет университета имеет штатного распорядителя данных. В Республике Казахстан должность дата-стюарда официально вводится в реестр должностей политических и административных государственных служащих.

## Типы распорядителей данных
По мере роста объемов данных и сложности процессов их управления делегирование управления метаданными одному человеку становится неэффективным. Невозможно уследить за всеми данными, поступающими в организацию, даже небольшую. Дата-стюард тесно сотрудничает с бизнес-аналитиками, архитекторами данных и разработчиками моделей машинного обучения, аналитиками по качеству данных, сотрудниками отделов организации, ответственными за ввод данных, дата-инженерами и администраторами информационных систем. В рамках разделения обязанностей по управлению данными в организации выделяются четыре типа управляющих данных, в зависимости от специфики их задач.
- Распорядитель бизнес-данных — отвечает за управление критически важными данными, как справочными, так и транзакционными, созданными или используемыми одной бизнес-функцией. Распорядитель данных также может служить связующим звеном между пользователями данных организации и техническими группами, помогая преодолеть разрыв между бизнес-пользователями и техническими специалистами
- Управляющий данными процесса — отвечает за управление данными в рамках бизнес-процесса
- Распорядитель системных данных — отвечает за управление данными ИТ-системы
- Распорядитель данных бизнес-глоссария — отвечает за управление справочными данными и атрибутами в бизнес-глоссарии

В большинстве организаций есть несколько распорядителей данных для каждой основной функциональной области, в то время как в небольших организациях может быть всего один управляющий. Поэтому в крупных организациях возникает новая роль Chief Data Steward — главный распорядитель данных, на которого возложена ответственность за общее управление функцией управления в определенной области. В отличие от линейного руководства, распорядители данных и их главный распорядитель данных не имеют прямых отношений подчинения, скорее, главные распорядители выступают в качестве руководителей команды управления в этой функциональной области. Вместе все главные распорядители данных организации составляют координационную группу по управлению данными, где принимаются решения, влияющие на управление данными более чем в одной функциональной области.
На ноябрь 2023 года не сформировался устоявшийся перевод наименования роли Data Steward на русский язык. Встречаются несколько вариантов перевода, такие как распорядитель данных, владелец данных, дата-стюард, хранитель данных и другие.

## Преимущества управления данными
Внедрение процессов систематического управление данными, и соответствующих ролей распорядителя данных способствует:
- Более быстрому анализу данных
- Всестороннему использованию данных в управленческом процессе, или data-driven management
- Снижению затрат связанных с хранением и обработкой данных
- Снижению риска потери или утечки данных
- Улучшению контроля опасностей, связанных с конфиденциальностью, юридическими вопросами и ошибками в данных
- Повышению достоверности моделей машинного обучения

## Специализированный инструментарий распорядителя данных
Создается рынок приложений и информационных систем, используя которые дата-стюарды осуществляют управление объектам данных. Эти приложения обеспечивают возможности ведения бизнес-глоссария, обеспечения контроля качества данных, поддержку сбора метаданных из систем источников. Поставщики внедряют дополнительные функции, такие как использование искусственного интеллекта для создания гипотез и описаний данных, автоматическое построение графов происхождения данных en:Data lineage, модули управления процессами и системы обеспечения коммуникации между владельцами, распорядителями и пользователями данных. В исследовании Gartner Magic Quadrant анализируется 17 инструментов различных производителей программного обеспечения для управления метаданными.